# Токийско небесно дърво
Токийското небесно дърво (на японски: 東京 ス カ イ ツ リ ー, Tokyo Sukai Tsurī) е най-високата сграда в Япония, най-високата телевизионна кула в света и втората най-висока сграда в света след Бурдж Халифа. Висока е 634 м. Осветена е от светодиоди през нощта.
Всъщност вече е имало друга телевизионната кула в Токио, висока 333 метра, която обаче няма възможност да осигурява пълно цифрово телевизионно излъчване, заради заобикалянето ѝ от високи сгради. Токийското небесно дърво е основната инсталация, откъдето се осъществява радио и телевизионното излъчване в региона Канто.
Завършена е на 29 февруари 2012 – та година и е открита на 22 май същата година. Кулата е изградена в район, известен със своите стари храмове, пазари и зали за Сумо, замислена като съчетание между японските традиции и съвременността, а двете платформи, от които може да се наблюдава Токио от 350 и 450 метра съответно е трябвало да направят кулата магнит за местните и чуждестранните туристи – но докато за младите японци кулата е популярна заради своите Панорами и развлекателни съоръжения, тя не е толкова популярна сред чуждестранните туристи заради недостатъчно оригиналният дизайн. Наблюдателни площадки, съобразно нормалният поток на движение и безопасността на посетителите могат да приемат общо 2900 души наведнъж. Тя заменя предишната телевизионна кула като символ на столицата, изградена във втората половина на 50–те години по образец на Айфеловата кула и боядисана в бяло и оранжево, за да се гарантира безопасността на въздушното движение над нея.

## Дизайн
Токийското небесно дърво има 5 основни дизайна:
- Показва японски дизайн и традиционна красота. [1]
- Той действа като катализатор за възраждането на града.
- Много устойчив на земетресения.
- Издържа на много силен вятър. [2][3]
- Действа като излъчващ център за околните сгради.
- Прилича на 5-етажна пагода от историческа Япония.[4]
- Кулата има защита против земетресения, включително централна шахта от стоманобетон. Основният вътрешен стълб е прикрепен към външната кулова конструкция за първите 125 метра (410 фута) над земята. Оттам до 375 метра (1230 фута) стълбът е прикрепен към рамката на кулата с маслени амортисьори, които действат като възглавници по време на земетресение. Допълнителна устойчивост се постига чрез „добавен механизъм за контрол на масата“ (или настроен амортисьор за маса) – амортисьорна система, която в случай на земетресение се извежда извън стъпката на конструкцията на сградата, за да поддържа центъра на тежестта възможно най-близо до основата на кулата.[5]
- Според дизайнерите амортисьорите могат да поемат 50 процента от силата на възможно земетресение.[6][7]

## Цвят
Екстериорът на Токийското небесно дърво е синкаво – бял (японски: ler, Aijiro), един от традиционните цветове на Япония.

## Осветление
Дицайнът на осветлението е обявен на 16 октомври 2009 – та година, като се използват моделите за осветяване „ики“ (в превод на български „стилен“, „елегантен“) с небесносин цвят и „мияби“ с Лилав цвят, редуващи се ежедневно. Кулата е оцветена с помощта на Светодиоди.

## Излъчванитерадиостанциии телевизионни канали от Токийското небесно дърво
Токийското небесно дърво всъщност е кула за радио и телевизионно излъчване.

## Избор на името и височината
През октомври – ноември 2007 година са събирани предложения от широката общественост за името на бъдещата кула. На 19 март 2008 г. комисия избира шест окончателни възможни имена: Tōkyō Sukaitsurī (東京 ス カ イ ツ リ ー, „токийско небесно дърво“), Tōkyō Edo Tawā (東京 EDO タ ワ ー, „Токийска Едо Кула“), Raijingu Tawā (ラ イ ジ ン ー „Възходящата кула“), Мирай Тауа (み ら い タ ワ ー, „Кула на бъдещето“), Юмеми Ягура (ゆ め み や ぐ ら, „Мечта за наблюдение„), Райджингу Шуто Тава (ラ イ ジ ン グ イ ー ス ト タ ワ ー „Възходящата източна кула“). Официалното име беше решено при общонационално гласуване и беше обявено на 10 юни 2008 г. като „Токийско Небесно Дърво“. Името получи около 33 000 гласа (30%) от 110 000 подадени гласове, като второто най-популярно име е „Токийска Едо Кула“. 
Височината от 634 м (2080 фута) е избрана за лесно запомняне. Цифрите 6 (му), 3 (са), 4 (ши) означават „Мусаши“, старо име на региона, където е построено Токийското небесно дърво. 

### ТВ канали
| Име на канала               | Знак     | Сила на сигнала | Лятна зона                      |
| --------------------------- | -------- | --------------- | ------------------------------- |
| NHK Генерална TV            | JOAK-DTV | 10 кВт          | Канто (с изключение на Ибараки) |
| Образователна телевизия NHK | JOAB-DTV | 10 кВт          | Цяла Япония                     |
| Телевизия Нипон             | JOAX-DTV | 10 кВт          | целият район Канто              |
| ТВ Асахи                    | JOEX-DTV | 10 кВт          | целият район Канто              |
| TBS                         | JORX-DTV | 10 кВт          | целият район Канто              |
| ТВ Токио                    | JOTX-DTV | 10 кВт          | целият район Канто              |
| Телевизия Фуджи             | JOCX-DTV | 10 кВт          | целият район Канто              |
| Токийска столична телевизия | JOMX-DTV | 3 кВт           | Токио                           |

### Радиостанции
| Скорост  | Име на станцията            | Знак    | ERP              | Област за публикуване |
| -------- | --------------------------- | ------- | ---------------- | --------------------- |
| 81.3 MHz | J-Wawe                      | JOAV-FM | 44 кВт           | Токио                 |
| 82.5 MHz | NHK Токио FM                | JOAK-FM | 44 кВт           | Токио                 |
| 90.5 MHz | TBS Радио Шумида            |         | район Южен Канто |                       |
| 91.6 MHz | Културно Радио Нипон Шумида |         | район Южен Канто |                       |
| 93.0 MHz | Културно Радио Нипон Шумида |         | район Южен Канто |                       |

## График на строежа

### 2008 г.
- 14 юли: Започва строителството.

### 2009 г.
- 6 април: Трите основни етапа на Токийското небесно дърво са завършени.
- 7 август: достига 100 метра.
- 16 октомври: Токийското небесно дърво е решено да бъде с височина 634 м
- 10 ноември: достига 200 метра.

### 2010 г.
- 16 февруари: достига 300 метра.
- 29 март: 338 метра.
- 24 април: Плакати за откриването на Токийското небесно дърво са поставени из цяло Токио.
- 30 юли: достига 408 метра.
- 11 септември: достига 461 метра и надминава кулата Цушима Омега.
- 23 октомври: достига 497 метра и завършва основната част на кулата.
- 1 декември: достига 511 метра и надминава Тайпе 101 (101 – 509 метра).
- 18 декември: Открива се Излъчващият център.

### 2011 г.
- 1 март: достига 604 метра и надминава кантонската кула (600 метра).
- 12 март: Токийското небесно дърво достига 625 метра. Земетресението в Тунхоку през 2011 г. се случва преди 1 ден и цунамито поврежда кулата.
- 18 март: достига 634 метра.
- 17 ноември: Токийското небесно дърво влиза в Книгата на рекордите на Гинес.

### 2012 г.
- 29 февруари: Изграждането на кулата е завършено. През 2011 г. земетресението и цунамито в Сендай нанася разрушения, забавили отварянето на кулата с 2 дни. Средната скорост на строителството ѝ е 10 метра седмично.[11]

## Напредък на етапите на строителството
- Светлини до 634 метра за показване на конструкцията на Токийското Небесно Дърво (6 октомври 2007 г.)
- Подготовка на строителството (12 април 2008 г.)
- Кулата достига височина 76 (14 юли 2009 г.)
- Кулата достига височина 153 метра (19 септември 2009 г.)
- Кулата достига височина 205 (14 ноември 2009 г.)
- Кулата достига височина от 245 (22 декември 2009 г.)
- Кулата достига височина 338 (30 март 2010 г.)
- Кулата достига височина от 398 (10 юли 2010 г.)
- Кулата достигна 448 метра, първият илюстрационен тест (13 октомври 2010 г.)
- Кулата достига височина 497 (27 ноември 2010 г.)
- Кулата достига височина 559 (23 януари 2011 г.)
- Кулата е напълно завършена (31 декември 2011 г.)
- Състоянието на кулата (4 август 2011 г.)